# Atlétika a 2020. évi nyári olimpiai játékokon
A 2020. évi nyári olimpiai játékokon az atlétika versenyeit 2021. július 30. és augusztus 8. között rendezték meg, összesen 48 versenyszámot.

## Összesített éremtáblázat
(A táblázatokban a rendező nemzet sportolói eltérő háttérszínnel, az egyes számoszlopok legmagasabb értéke vagy értékei vastagítással kiemelve.)
| A 2020. évi nyári olimpiai játékok éremtáblázata atlétikában | A 2020. évi nyári olimpiai játékok éremtáblázata atlétikában | A 2020. évi nyári olimpiai játékok éremtáblázata atlétikában | A 2020. évi nyári olimpiai játékok éremtáblázata atlétikában | A 2020. évi nyári olimpiai játékok éremtáblázata atlétikában | Olimpia  |
| ------------------------------------------------------------ | ------------------------------------------------------------ | ------------------------------------------------------------ | ------------------------------------------------------------ | ------------------------------------------------------------ | -------- |
|                                                              | Ország                                                       | Arany                                                        | Ezüst                                                        | Bronz                                                        | Összesen |
| 1.                                                           | Egyesült Államok (USA)                                       | 7                                                            | 12                                                           | 7                                                            | 26       |
| 2.                                                           | Olaszország (ITA)                                            | 5                                                            | 0                                                            | 0                                                            | 5        |
| 3.                                                           | Kenya (KEN)                                                  | 4                                                            | 4                                                            | 2                                                            | 10       |
| 4.                                                           | Lengyelország (POL)                                          | 4                                                            | 2                                                            | 3                                                            | 9        |
| 5.                                                           | Jamaica (JAM)                                                | 4                                                            | 1                                                            | 4                                                            | 9        |
| 6.                                                           | Hollandia (NED)                                              | 2                                                            | 3                                                            | 3                                                            | 8        |
| 7.                                                           | Kína (CHN)                                                   | 2                                                            | 2                                                            | 2                                                            | 6        |
| 7.                                                           | Kanada (CAN)                                                 | 2                                                            | 2                                                            | 2                                                            | 6        |
| 9.                                                           | Uganda (UGA)                                                 | 2                                                            | 1                                                            | 1                                                            | 4        |
| 10.                                                          | Norvégia (NOR)                                               | 2                                                            | 1                                                            | 0                                                            | 3        |
| 10.                                                          | Svédország (SWE)                                             | 2                                                            | 1                                                            | 0                                                            | 3        |
| 12.                                                          | Bahama-szigetek (BAH)                                        | 2                                                            | 0                                                            | 0                                                            | 2        |
| 13.                                                          | Németország (GER)                                            | 1                                                            | 2                                                            | 0                                                            | 3        |
| 14.                                                          | Etiópia (ETH)                                                | 1                                                            | 1                                                            | 2                                                            | 4        |
| 15.                                                          | Az Orosz Olimpiai Bizottság versenyzői (ROC)                 | 1                                                            | 1                                                            | 0                                                            | 2        |
| 15.                                                          | Portugália (POR)                                             | 1                                                            | 1                                                            | 0                                                            | 2        |
| 17.                                                          | Belgium (BEL)                                                | 1                                                            | 0                                                            | 1                                                            | 2        |
| 18.                                                          | Görögország (GRE)                                            | 1                                                            | 0                                                            | 0                                                            | 1        |
| 18.                                                          | India (IND)                                                  | 1                                                            | 0                                                            | 0                                                            | 1        |
| 18.                                                          | Katar (QAT)                                                  | 1                                                            | 0                                                            | 0                                                            | 1        |
| 18.                                                          | Marokkó (MAR)                                                | 1                                                            | 0                                                            | 0                                                            | 1        |
| 18.                                                          | Puerto Rico (PUR)                                            | 1                                                            | 0                                                            | 0                                                            | 1        |
| 18.                                                          | Venezuela (VEN)                                              | 1                                                            | 0                                                            | 0                                                            | 1        |
|                                                              |                                                              |                                                              |                                                              |                                                              |          |
| 24.                                                          | Nagy-Britannia (GBR)                                         | 0                                                            | 2                                                            | 3                                                            | 5        |
| 25.                                                          | Dominikai Köztársaság (DOM)                                  | 0                                                            | 2                                                            | 0                                                            | 2        |
| 25.                                                          | Kolumbia (COL)                                               | 0                                                            | 2                                                            | 0                                                            | 2        |
| 27.                                                          | Ausztrália (AUS)                                             | 0                                                            | 1                                                            | 2                                                            | 3        |
| 27.                                                          | Kuba (CUB)                                                   | 0                                                            | 1                                                            | 2                                                            | 3        |
| 29.                                                          | Csehország (CZE)                                             | 0                                                            | 1                                                            | 1                                                            | 2        |
| 29.                                                          | Japán (JPN)                                                  | 0                                                            | 1                                                            | 1                                                            | 2        |
| 31.                                                          | Bahrein (BRN)                                                | 0                                                            | 1                                                            | 0                                                            | 1        |
| 31.                                                          | Franciaország (FRA)                                          | 0                                                            | 1                                                            | 0                                                            | 1        |
| 31.                                                          | Namíbia (NAM)                                                | 0                                                            | 1                                                            | 0                                                            | 1        |
|                                                              |                                                              |                                                              |                                                              |                                                              |          |
| 34.                                                          | Brazília (BRA)                                               | 0                                                            | 0                                                            | 2                                                            | 2        |
| 34.                                                          | Új-Zéland (NZL)                                              | 0                                                            | 0                                                            | 2                                                            | 2        |
| 36.                                                          | Ausztria (AUT)                                               | 0                                                            | 0                                                            | 1                                                            | 1        |
| 36.                                                          | Botswana (BOT)                                               | 0                                                            | 0                                                            | 1                                                            | 1        |
| 36.                                                          | Burkina Faso (BUR)                                           | 0                                                            | 0                                                            | 1                                                            | 1        |
| 36.                                                          | Fehéroroszország (BLR)                                       | 0                                                            | 0                                                            | 1                                                            | 1        |
| 36.                                                          | Grenada (GRN)                                                | 0                                                            | 0                                                            | 1                                                            | 1        |
| 36.                                                          | Nigéria (NGR)                                                | 0                                                            | 0                                                            | 1                                                            | 1        |
| 36.                                                          | Spanyolország (ESP)                                          | 0                                                            | 0                                                            | 1                                                            | 1        |
| 36.                                                          | Ukrajna (UKR)                                                | 0                                                            | 0                                                            | 1                                                            | 1        |
|                                                              |                                                              |                                                              |                                                              |                                                              |          |
| Összesen                                                     | Összesen                                                     | 49                                                           | 47                                                           | 48                                                           | 144      |

## Férfi

### Éremtáblázat
| A 2020. évi nyári olimpiai játékok éremtáblázata férfi atlétikában | A 2020. évi nyári olimpiai játékok éremtáblázata férfi atlétikában | A 2020. évi nyári olimpiai játékok éremtáblázata férfi atlétikában | A 2020. évi nyári olimpiai játékok éremtáblázata férfi atlétikában | A 2020. évi nyári olimpiai játékok éremtáblázata férfi atlétikában | Olimpia  |
| ------------------------------------------------------------------ | ------------------------------------------------------------------ | ------------------------------------------------------------------ | ------------------------------------------------------------------ | ------------------------------------------------------------------ | -------- |
|                                                                    | Ország                                                             | Arany                                                              | Ezüst                                                              | Bronz                                                              | Összesen |
| 1.                                                                 | Olaszország (ITA)                                                  | 4                                                                  | 0                                                                  | 0                                                                  | 4        |
| 2.                                                                 | Egyesült Államok (USA)                                             | 2                                                                  | 6                                                                  | 2                                                                  | 10       |
| 3.                                                                 | Kanada (CAN)                                                       | 2                                                                  | 2                                                                  | 2                                                                  | 6        |
| 4.                                                                 | Kenya (KEN)                                                        | 2                                                                  | 2                                                                  | 1                                                                  | 5        |
| 5.                                                                 | Norvégia (NOR)                                                     | 2                                                                  | 1                                                                  | 0                                                                  | 3        |
| 5.                                                                 | Svédország (SWE)                                                   | 2                                                                  | 1                                                                  | 0                                                                  | 3        |
| 7.                                                                 | Lengyelország (POL)                                                | 2                                                                  | 0                                                                  | 2                                                                  | 4        |
| 8.                                                                 | Uganda (UGA)                                                       | 1                                                                  | 1                                                                  | 1                                                                  | 3        |
| 9.                                                                 | Etiópia (ETH)                                                      | 1                                                                  | 1                                                                  | 0                                                                  | 2        |
| 10.                                                                | Jamaica (JAM)                                                      | 1                                                                  | 0                                                                  | 1                                                                  | 2        |
| 11.                                                                | Bahama-szigetek (BAH)                                              | 1                                                                  | 0                                                                  | 0                                                                  | 1        |
| 11.                                                                | Görögország (GRE)                                                  | 1                                                                  | 0                                                                  | 0                                                                  | 1        |
| 11.                                                                | India (IND)                                                        | 1                                                                  | 0                                                                  | 0                                                                  | 1        |
| 11.                                                                | Katar (QAT)                                                        | 1                                                                  | 0                                                                  | 0                                                                  | 1        |
| 11.                                                                | Marokkó (MAR)                                                      | 1                                                                  | 0                                                                  | 0                                                                  | 1        |
| 11.                                                                | Portugália (POR)                                                   | 1                                                                  | 0                                                                  | 0                                                                  | 1        |
|                                                                    |                                                                    |                                                                    |                                                                    |                                                                    |          |
| 17.                                                                | Hollandia (NED)                                                    | 0                                                                  | 2                                                                  | 0                                                                  | 2        |
| 18.                                                                | Csehország (CZE)                                                   | 0                                                                  | 1                                                                  | 1                                                                  | 2        |
| 18.                                                                | Japán (JPN)                                                        | 0                                                                  | 1                                                                  | 1                                                                  | 2        |
| 18.                                                                | Kuba (CUB)                                                         | 0                                                                  | 1                                                                  | 1                                                                  | 2        |
| 18.                                                                | Kína (CHN)                                                         | 0                                                                  | 1                                                                  | 1                                                                  | 2        |
| 22.                                                                | Franciaország (FRA)                                                | 0                                                                  | 1                                                                  | 0                                                                  | 1        |
| 22.                                                                | Kolumbia (COL)                                                     | 0                                                                  | 1                                                                  | 0                                                                  | 1        |
| 22.                                                                | Németország (GER)                                                  | 0                                                                  | 1                                                                  | 0                                                                  | 1        |
|                                                                    |                                                                    |                                                                    |                                                                    |                                                                    |          |
| 25.                                                                | Brazília (BRA)                                                     | 0                                                                  | 0                                                                  | 2                                                                  | 2        |
| 27.                                                                | Ausztrália (AUS)                                                   | 0                                                                  | 0                                                                  | 1                                                                  | 1        |
| 27.                                                                | Ausztria (AUT)                                                     | 0                                                                  | 0                                                                  | 1                                                                  | 1        |
| 27.                                                                | Belgium (BEL)                                                      | 0                                                                  | 0                                                                  | 1                                                                  | 1        |
| 27.                                                                | Botswana (BOT)                                                     | 0                                                                  | 0                                                                  | 1                                                                  | 1        |
| 27.                                                                | Burkina Faso (BUR)                                                 | 0                                                                  | 0                                                                  | 1                                                                  | 1        |
| 27.                                                                | Fehéroroszország (BLR)                                             | 0                                                                  | 0                                                                  | 1                                                                  | 1        |
| 27.                                                                | Grenada (GRN)                                                      | 0                                                                  | 0                                                                  | 1                                                                  | 1        |
| 27.                                                                | Nagy-Britannia (GBR)                                               | 0                                                                  | 0                                                                  | 1                                                                  | 1        |
| 27.                                                                | Új-Zéland (NZL)                                                    | 0                                                                  | 0                                                                  | 1                                                                  | 1        |
|                                                                    |                                                                    |                                                                    |                                                                    |                                                                    |          |
| Összesen                                                           | Összesen                                                           | 25                                                                 | 23                                                                 | 24                                                                 | 72       |

### Érmesek
| A 2020. évi nyári olimpiai játékok érmesei férfi atlétikában | |                  | |              | |              |
| Versenyszám                                                  | Arany | Arany            | Ezüst | Ezüst        | Bronz | Bronz        |
| 100 m síkfutás                                               | Marcell Jacobs · Olaszország (ITA) | 9,80 AR          | Fred Kerley · Egyesült Államok (USA)                                                                      | 9,84 PB      | Andre De Grasse · Kanada (CAN) | 9,89 PB      |
| 200 m síkfutás                                               | Andre De Grasse · Kanada (CAN) | 19,62 NR         | Kenneth Bednarek · Egyesült Államok (USA)                                                                 | 19,68 PB     | Noah Lyles · Egyesült Államok (USA) | 19,74 =SB    |
| 400 m síkfutás                                               | Steven Gardiner · Bahama-szigetek (BAH) | 43,85 SB         | Anthony Zambrano · Kolumbia (COL)                                                                         | 44,08        | Kirani James · Grenada (GRN) | 44,19        |
| 800 m síkfutás                                               | Emmanuel Korir · Kenya (KEN) | 1:45,06          | Ferguson Rotich · Kenya (KEN)                                                                             | 1:45,23      | Patryk Dobek · Lengyelország (POL) | 1:45,39      |
| 1500 m síkfutás                                              | Jakob Ingebrigtsen · Norvégia (NOR) | 3:28.32 OR       | Timothy Cheruiyot · Kenya (KEN)                                                                           | 3:29.01      | Josh Kerr · Nagy-Britannia (GBR) | 3:29.05 PB   |
| 5000 m síkfutás                                              | Joshua Cheptegei · Uganda (UGA) | 12:58.15         | Mohammed Ahmed · Kanada (CAN)                                                                             | 12:58.61     | Paul Chelimo · Egyesült Államok (USA) | 12:59.05 SB  |
| 10 000 m síkfutás                                            | Selemon Barega · Etiópia (ETH) | 27:43,22         | Joshua Cheptegei · Uganda (UGA)                                                                           | 27:43,63     | Jacob Kiplimo · Uganda (UGA) | 27:43,88     |
| 110 m gátfutás                                               | Hansle Parchment · Jamaica (JAM) | 13,04 SB         | Grant Holloway · Egyesült Államok (USA)                                                                   | 13,09        | Ronald Levy · Jamaica (JAM) | 13,10        |
| 400 m gátfutás                                               | Karsten Warholm · Norvégia (NOR) | 45,94 WR         | Rai Benjamin · Egyesült Államok (USA)                                                                     | 46,17 AR     | Alison dos Santos · Brazília (BRA) | 46,72 AR     |
| 3000 m akadályfutás                                          | Soufiane El Bakkali · Marokkó (MAR) | 8:08,90          | Lamecha Girma · Etiópia (ETH)                                                                             | 8:10,38      | Benjamin Kigen · Kenya (KEN) | 8:11,45      |
| 4 × 100 m váltófutás                                         | Olaszország (ITA) · Lorenzo Patta · Marcell Jacobs · Fausto Desalu · Filippo Tortu                                                           | 37,50 NR         | Kanada (CAN) · Aaron Brown · Jerome Blake · Brendon Rodney · Andre De Grasse                              | 37,70 SB     | Kína (CHN) · Tang Hszing-csiang (Tang Xingqiang) · Hszie Csen-je (Xie Zhenye) · Szu Ping-tien (Su Bingtian) · Vu Cse-csiang (Wu Zhiqiang) | 37,79 NR     |
| 4 × 400 m váltófutás                                         | Egyesült Államok (USA) · Michael Cherry · Michael Norman · Bryce Deadmon · Rai Benjamin · Trevor Stewart* · Randolph Ross* · Vernon Norwood* | 2:55,70 SB       | Hollandia (NED) · Liemarvin Bonevacia · Terrence Agard · Tony van Diepen · Ramsey Angela · Jochem Dobber* | 2:57,18 NR   | Botswana (BOT) · Isaac Makwala · Baboloki Thebe · Zibane Ngozi · Bayapo Ndori                                                             | 2:57,27 AR   |
| Maraton                                                      | Eliud Kipchoge · Kenya (KEN) | 2:08:38          | Abdi Nageeye · Hollandia (NED)                                                                            | 2:09:58 SB   | Bashir Abdi · Belgium (BEL) | 2:10:00 SB   |
| 20 km gyaloglás                                              | Massimo Stano · Olaszország (ITA) | 1:21:05          | Ikeda Kóki · Japán (JPN)                                                                                  | 1:21:14      | Jamanisi Tosikazu · Japán (JPN) | 1:21:28      |
| 50 km gyaloglás                                              | Dawid Tomala · Lengyelország (POL) | 3:50:08          | Jonathan Hilbert · Németország (GER)                                                                      | 3:50:44      | Evan Dunfee · Kanada (CAN) | 3:50:59 SB   |
| Magasugrás                                                   | Gianmarco Tamberi · Olaszország (ITA)Mutaz Essa Barshim · Katar (QAT)                                                                        | 2,37 m           | nem adták ki                                                                                              | nem adták ki | Makszim Nyedaszekav · Fehéroroszország (BLR)                                                                                              | 2,37 m =NR   |
| Rúdugrás                                                     | Armand Duplantis · Svédország (SWE) | 6,02 m           | Christopher Nilsen · Egyesült Államok (USA)                                                               | 5,97 m PB    | Thiago Braz · Brazília (BRA) | 5,87 m SB    |
| Távolugrás                                                   | Miltiádisz Tendóglu · Görögország (GRE) | 8,41 m           | Juan Miguel Echevarría · Kuba (CUB)                                                                       | 8,41 m       | Maykel Massó · Kuba (CUB) | 8,21 m       |
| Hármasugrás                                                  | Pedro Pichardo · Portugália (POR) | 17,98 m NR       | Csu Ja-ming (Zhu Yaming) · Kína (CHN)                                                                     | 17,57 m PB   | Hugues Fabrice Zango · Burkina Faso (BUR)                                                                                                 | 17,47 m      |
| Súlylökés                                                    | Ryan Crouser · Egyesült Államok (USA) | 23,30 m OR       | Joe Kovacs · Egyesült Államok (USA)                                                                       | 22,65 m      | Tom Walsh · Új-Zéland (NZL) | 22,47 m SB   |
| Diszkoszvetés                                                | Daniel Ståhl · Svédország (SWE) | 68,90 m          | Simon Pettersson · Svédország (SWE)                                                                       | 67,39 m      | Lukas Weißhaidinger · Ausztria (AUT) | 67,07 m      |
| Kalapácsvetés                                                | Wojciech Nowicki · Lengyelország (POL) | 82,52 m PB       | Eivind Henriksen · Norvégia (NOR)                                                                         | 81,58 m NR   | Paweł Fajdek · Lengyelország (POL) | 81,53 m      |
| Gerelyhajítás                                                | Neeraj Chopra · India (IND) | 87,58 m          | Jakub Vadlejch · Csehország (CZE)                                                                         | 86,67 m SB   | Vitězslav Veselý · Csehország (CZE) | 85,44 m SB   |
| Tízpróba                                                     | Damian Warner · Kanada (CAN) | 9018 pont OR, NR | Kevin Mayer · Franciaország (FRA)                                                                         | 8726 pont SB | Ashley Moloney · Ausztrália (AUS) | 8649 pont AR |

* - a versenyző az előfutamban vett részt
A 4 × 100 méteres váltóban eredetileg ezüstérmes brit váltót doppingszer használata miatt kizárták.

## Női

### Éremtáblázat
| A 2020. évi nyári olimpiai játékok éremtáblázata női atlétikában | A 2020. évi nyári olimpiai játékok éremtáblázata női atlétikában | A 2020. évi nyári olimpiai játékok éremtáblázata női atlétikában | A 2020. évi nyári olimpiai játékok éremtáblázata női atlétikában | A 2020. évi nyári olimpiai játékok éremtáblázata női atlétikában | Olimpia  |
| ---------------------------------------------------------------- | ---------------------------------------------------------------- | ---------------------------------------------------------------- | ---------------------------------------------------------------- | ---------------------------------------------------------------- | -------- |
|                                                                  | Ország                                                           | Arany                                                            | Ezüst                                                            | Bronz                                                            | Összesen |
| 1.                                                               | Egyesült Államok (USA)                                           | 5                                                                | 6                                                                | 4                                                                | 15       |
| 2.                                                               | Jamaica (JAM)                                                    | 3                                                                | 1                                                                | 3                                                                | 7        |
| 3.                                                               | Kenya (KEN)                                                      | 2                                                                | 2                                                                | 1                                                                | 5        |
| 4.                                                               | Hollandia (NED)                                                  | 2                                                                | 1                                                                | 3                                                                | 6        |
| 5.                                                               | Kína (CHN)                                                       | 2                                                                | 1                                                                | 1                                                                | 4        |
| 6.                                                               | Lengyelország (POL)                                              | 1                                                                | 2                                                                | 1                                                                | 4        |
| 7.                                                               | Németország (GER)                                                | 1                                                                | 1                                                                | 0                                                                | 2        |
| 7.                                                               | Az Orosz Olimpiai Bizottság versenyzői (ROC)                     | 1                                                                | 1                                                                | 0                                                                | 2        |
| 9.                                                               | Bahama-szigetek (BAH)                                            | 1                                                                | 0                                                                | 0                                                                | 1        |
| 9.                                                               | Belgium (BEL)                                                    | 1                                                                | 0                                                                | 0                                                                | 1        |
| 9.                                                               | Olaszország (ITA)                                                | 1                                                                | 0                                                                | 0                                                                | 1        |
| 9.                                                               | Puerto Rico (PUR)                                                | 1                                                                | 0                                                                | 0                                                                | 1        |
| 9.                                                               | Uganda (UGA)                                                     | 1                                                                | 0                                                                | 0                                                                | 1        |
| 9.                                                               | Venezuela (VEN)                                                  | 1                                                                | 0                                                                | 0                                                                | 1        |
|                                                                  |                                                                  |                                                                  |                                                                  |                                                                  |          |
| 15.                                                              | Nagy-Britannia (GBR)                                             | 0                                                                | 2                                                                | 2                                                                | 4        |
| 16.                                                              | Ausztrália (AUS)                                                 | 0                                                                | 1                                                                | 1                                                                | 2        |
| 17.                                                              | Bahrein (BRN)                                                    | 0                                                                | 1                                                                | 0                                                                | 1        |
| 17.                                                              | Dominikai Köztársaság (DOM)                                      | 0                                                                | 1                                                                | 0                                                                | 1        |
| 17.                                                              | Kolumbia (COL)                                                   | 0                                                                | 1                                                                | 0                                                                | 1        |
| 17.                                                              | Namíbia (NAM)                                                    | 0                                                                | 1                                                                | 0                                                                | 1        |
| 17.                                                              | Portugália (POR)                                                 | 0                                                                | 1                                                                | 0                                                                | 1        |
|                                                                  |                                                                  |                                                                  |                                                                  |                                                                  |          |
| 22.                                                              | Etiópia (ETH)                                                    | 0                                                                | 0                                                                | 2                                                                | 2        |
| 23.                                                              | Kuba (CUB)                                                       | 0                                                                | 0                                                                | 1                                                                | 1        |
| 23.                                                              | Nigéria (NGR)                                                    | 0                                                                | 0                                                                | 1                                                                | 1        |
| 23.                                                              | Spanyolország (ESP)                                              | 0                                                                | 0                                                                | 1                                                                | 1        |
| 23.                                                              | Új-Zéland (NZL)                                                  | 0                                                                | 0                                                                | 1                                                                | 1        |
| 23.                                                              | Ukrajna (UKR)                                                    | 0                                                                | 0                                                                | 1                                                                | 1        |
|                                                                  |                                                                  |                                                                  |                                                                  |                                                                  |          |
| Összesen                                                         | Összesen                                                         | 23                                                               | 23                                                               | 23                                                               | 69       |

### Érmesek
| A 2020. évi nyári olimpiai játékok érmesei női atlétikában | |              | |              | |              |
| Versenyszám                                                | Arany | Arany        | Ezüst | Ezüst        | Bronz | Bronz        |
| 100 m síkfutás                                             | Elaine Thompson-Herah · Jamaica (JAM) | 10,61 OR     | Shelly-Ann Fraser-Pryce · Jamaica (JAM)                                                                                               | 10,74        | Shericka Jackson · Jamaica (JAM) | 10,76        |
| 200 m síkfutás                                             | Elaine Thompson-Herah · Jamaica (JAM) | 21,53 NR     | Christine Mboma · Namíbia (NAM) | 21,81 WJR    | Gabrielle Thomas · Egyesült Államok (USA)                                                                                           | 21,87        |
| 400 m síkfutás                                             | Shaunae Miller · Bahama-szigetek (BAH) | 48,36 AR     | Marileidy Paulino · Dominikai Köztársaság (DOM)                                                                                       | 49,20 NR     | Allyson Felix · Egyesült Államok (USA)                                                                                              | 49,46 SB     |
| 800 m síkfutás                                             | Athing Mu · Egyesült Államok (USA) | 1:55,21 NR   | Keely Hodgkinson · Nagy-Britannia (GBR)                                                                                               | 1:55,88 NR   | Raevyn Rogers · Egyesült Államok (USA)                                                                                              | 1:56,81 PB   |
| 1500 m síkfutás                                            | Faith Kipyegon · Kenya (KEN) | 3:53,11 OR   | Laura Muir · Nagy-Britannia (GBR) | 3:54,50 NR   | Sifan Hassan · Hollandia (NED) | 3:55,86      |
| 5000 m síkfutás                                            | Sifan Hassan · Hollandia (NED) | 14:36,79     | Hellen Obiri · Kenya (KEN) | 14:38,36     | Gudaf Tsegay · Etiópia (ETH) | 14:38,87     |
| 10 000 m síkfutás                                          | Sifan Hassan · Hollandia (NED) | 29:55,32     | Kalkidan Gezahegne · Bahrein (BRN) | 29:56,18     | Letesenbet Gidey · Etiópia (ETH) | 30:01,72     |
| 100 m gátfutás                                             | Jasmine Camacho-Quinn · Puerto Rico (PUR) | 12,37        | Kendra Harrison · Egyesült Államok (USA)                                                                                              | 12,52        | Megan Tapper · Jamaica (JAM) | 12,55        |
| 400 m gátfutás                                             | Sydney McLaughlin · Egyesült Államok (USA) | 51,46 WR     | Dalilah Muhammad · Egyesült Államok (USA)                                                                                             | 51,58 PB     | Femke Bol · Hollandia (NED) | 52,03 AR     |
| 3000 m akadályfutás                                        | Peruth Chemutai · Uganda (UGA) | 9:01,45 NR   | Courtney Frerichs · Egyesült Államok (USA)                                                                                            | 9:04,79 SB   | Hyvin Jepkemoi · Kenya (KEN) | 9:05,39      |
| 4 × 100 m váltófutás                                       | Jamaica (JAM) · Briana Williams · Elaine Thompson-Herah · Shelly-Ann Fraser-Pryce · Shericka Jackson · Natasha Morrison* · Remona Burchell*                     | 41,02 NR     | Egyesült Államok (USA) · Javianne Oliver · Teahna Daniels · Jenna Prandini · Gabrielle Thomas · English Gardner* · Aleia Hobbs*       | 41,45 SB     | Nagy-Britannia (GBR) · Asha Philip · Imani-Lara Lansiquot · Dina Asher-Smith · Daryll Neita                                         | 41,88        |
| 4 × 400 m váltófutás                                       | Egyesült Államok (USA) · Sydney McLaughlin · Allyson Felix · Dalilah Muhammad · Athing Mu · Kaylin Whitney* · Wadeline Jonathas* · Kendall Ellis* · Lynna Irby* | 3:16,85 SB   | Lengyelország (POL) · Natalia Kaczmarek · Iga Baumgart-Witan · Małgorzata Hołub-Kowalik · Justyna Święty-Ersetic · Anna Kiełbasińska* | 3:20,53 NR   | Jamaica (JAM) · Roneisha McGregor · Janieve Russell · Shericka Jackson · Candice McLeod · Junelle Bromfield* · Stacey-Ann Williams* | 3:21,24 SB   |
| Maraton                                                    | Peres Jepchirchir · Kenya (KEN) | 2:27:20 SB   | Brigid Kosgei · Kenya (KEN) | 2:27:36 SB   | Molly Seidel · Egyesült Államok (USA)                                                                                               | 2:27:46 SB   |
| 20 km gyaloglás                                            | Antonella Palmisano · Olaszország (ITA) | 1:29:12      | Sandra Arenas · Kolumbia (COL) | 1:29:37      | Liu Hung (Liu Hong) · Kína (CHN) | 1:29:57      |
| Magasugrás                                                 | Marija Laszickene · Az Orosz Olimpiai Bizottság versenyzői (ROC)                                                                                                | 2,04 m SB    | Nicola McDermott · Ausztrália (AUS)                                                                                                   | 2,02 m AR    | Jaroszlava Mahucsih · Ukrajna (UKR)                                                                                                 | 2,00 m       |
| Rúdugrás                                                   | Katie Nageotte · Egyesült Államok (USA) | 4,90 m       | Anzselika Szidorova · Az Orosz Olimpiai Bizottság versenyzői (ROC)                                                                    | 4,85 m       | Holly Bradshaw · Nagy-Britannia (GBR)                                                                                               | 4,85 m       |
| Távolugrás                                                 | Malaika Mihambo · Németország (GER) | 7,00 m SB    | Brittney Reese · Egyesült Államok (USA)                                                                                               | 6,97 m       | Ese Brume · Nigéria (NGR) | 6,97 m       |
| Hármasugrás                                                | Yulimar Rojas · Venezuela (VEN) | 15,67 m WR   | Patrícia Mamona · Portugália (POR) | 15,01 m NR   | Ana Peleteiro · Spanyolország (ESP)                                                                                                 | 14,87 m NR   |
| Súlylökés                                                  | Kung Li-csiao (Gong Lijiao) · Kína (CHN) | 20,58 m      | Raven Saunders · Egyesült Államok (USA)                                                                                               | 19,79 m      | Valerie Adams · Új-Zéland (NZL) | 19,62 m      |
| Diszkoszvetés                                              | Valarie Allman · Egyesült Államok (USA) | 68,98 m      | Kristin Pudenz · Németország (GER) | 66,86 m PB   | Yaime Pérez · Kuba (CUB) | 65,72 m      |
| Kalapácsvetés                                              | Anita Włodarczyk · Lengyelország (POL) | 78,48 m SB   | Vang Cseng (Wang Zheng) · Kína (CHN)                                                                                                  | 77,03 SB     | Malwina Kopron · Lengyelország (POL)                                                                                                | 75,49 m SB   |
| Gerelyhajítás                                              | Liu Si-jing (Liu Shiying) · Kína (CHN) | 66,34 m SB   | Maria Andrejczyk · Lengyelország (POL)                                                                                                | 64,61 m      | Kelsey-Lee Barber · Ausztrália (AUS)                                                                                                | 64,56 m SB   |
| Hétpróba                                                   | Nafissatou Thiam · Belgium (BEL) | 6791 pont SB | Anouk Vetter · Hollandia (NED) | 6689 pont NR | Emma Oosterwegel · Hollandia (NED)                                                                                                  | 6590 pont PB |

* - a versenyző az előfutamban vett részt

## Vegyes csapat
| A 2020. évi nyári olimpiai játékok éremtáblázata vegyes csapat atlétikában | A 2020. évi nyári olimpiai játékok éremtáblázata vegyes csapat atlétikában | A 2020. évi nyári olimpiai játékok éremtáblázata vegyes csapat atlétikában | A 2020. évi nyári olimpiai játékok éremtáblázata vegyes csapat atlétikában | A 2020. évi nyári olimpiai játékok éremtáblázata vegyes csapat atlétikában | Olimpia  |
| -------------------------------------------------------------------------- | -------------------------------------------------------------------------- | -------------------------------------------------------------------------- | -------------------------------------------------------------------------- | -------------------------------------------------------------------------- | -------- |
|                                                                            | Ország                                                                     | Arany                                                                      | Ezüst                                                                      | Bronz                                                                      | Összesen |
| 1.                                                                         | Lengyelország (POL)                                                        | 1                                                                          | 0                                                                          | 0                                                                          | 1        |
|                                                                            |                                                                            |                                                                            |                                                                            |                                                                            |          |
| 2.                                                                         | Dominikai Köztársaság (DOM)                                                | 0                                                                          | 1                                                                          | 0                                                                          | 1        |
|                                                                            |                                                                            |                                                                            |                                                                            |                                                                            |          |
| 3.                                                                         | Egyesült Államok (USA)                                                     | 0                                                                          | 0                                                                          | 1                                                                          | 1        |
|                                                                            |                                                                            |                                                                            |                                                                            |                                                                            |          |
| Összesen                                                                   | Összesen                                                                   | 1                                                                          | 1                                                                          | 1                                                                          | 3        |

### Érmesek
| A 2020. évi nyári olimpiai játékok érmesei vegyes csapat atlétikában | |            | |         | |         |
| Versenyszám                                                          | Arany | Arany      | Ezüst | Ezüst   | Bronz | Bronz   |
| 4 × 400 m váltófutás                                                 | Lengyelország (POL) · Karol Zalewski · Natalia Kaczmarek · Justyna Święty-Ersetic · Kajetan Duszyński · Dariusz Kowaluk* · Iga Baumgart-Witan* · Małgorzata Hołub-Kowalik* | 3:09,87 OR | Dominikai Köztársaság (DOM) · Lidio Andrés Feliz · Marileidy Paulino · Anabel Medina · Alexander Ogando · Luguelín Santos* | 3:10,21 | Egyesült Államok (USA) · Trevor Stewart · Kendall Ellis · Kaylin Whitney · Vernon Norwood · Elija Godwin* · Lynna Irby* · Taylor Manson* · Bryce Deadmon* | 3:10,22 |

* - a versenyző az előfutamban vett részt